# Orust (đô thị)
Đô thị Orust (tiếng Thụy Điển: Orust kommun) là một đô thị ở hạt Västra Götaland của Thụy Điển. Cách thành phố Gothenburg khoảng 80 km về phía bắc. Đảo này có diện tích khoảng 345 km², là đảo lớn thứ ba ở Thụy Điển.
Thủ phủ là thị xã Orust. Dân số thời điểm 31 tháng 12 năm 2000 là 15023 người.

## Cơ Sở Hạ Tầng và Giao Thông
Giao thông giữa Orust và đất liền diễn ra chủ yếu thông qua hệ thống phà và cầu. Cầu của Orust (Orustbron) kết nối đảo này với đất liền. Các tuyến đường nội địa trải dài qua đảo, giúp du khách và cư dân dễ dàng di chuyển.

## Nền Kinh Tế
Nền kinh tế Orust có thể phản ánh các hoạt động như chài lưới, nuôi trồng thủy sản, và du lịch.